# 東海学園大学短期大学部
東海学園大学短期大学部（とうかいがくえんだいがくたんきだいがくぶ、英語: Tokai Gakuen University Junior College）は、愛知県名古屋市天白区中平2-901に本部を置いていた日本の私立大学である。1964年に設置され、2005年に廃止された。

## 概要

### 大学全体
- 愛知県名古屋市天白区に所在した日本の私立短期大学で、設置主体は学校法人東海学園[注 3]。
- 1964年に東海学園女子短期大学として2学科体制で開学[注 4]。増設により3つの学科を擁しかつ一学年定員が合計 880 人の時期もあったが、2000年代より本格的に学科数や定員人数が減少。
- 2003年度の入学生を最後に[注釈 2]、2005年に短期大学としての使命を終える[注釈 3]。

### 教育および研究
- 生活学をベースに、養護教諭や栄養士の養成も執り行っていた。
- 一般教育科目として「宗教と人生」と称した科目が開講されていた。

### 学風および特色
- 1888年創立の「浄土宗学愛知支校」が起源となっており、その関係から浄土宗の教えに基づいた教育が行なわれていた。
- 海外研修としてイタリアやドイツなど西欧諸国を訪問する「ヨーロッパ比較文化研修」や、「英国長期留学」・カナダでの「ランプトンカレッジ英語研修」などが実施されていた。

## 沿革
- 1888年
  - 浄土宗学愛知支校が創設される[6]。
- 1964年
  - 1月25日 左記を以て文部省[注 5]より短期大学の設置が認可される[注 6]。
  - 4月1日 東海学園女子短期大学（とうかいがくえんじょしたんきだいがく）が以下の学科体制にて開学[注 7]。
    - 英語科[注釈 4]
    - 家政科[注釈 4]

  - 5月1日 学生数[13]/定員
    - 英語科 35[注釈 5]/50
    - 家政科 59[注釈 5]/50
- 1965年
  - 4月1日 以下、専攻分離及び増員あり[注 8]。
    - 英語科 50→60
      - 英語専攻 入学定員30名
      - 商業英語専攻 入学定員30名

    - 家政科 50→90
      - 生活専攻 入学定員40名
      - 食物栄養専攻 入学定員50名

  - 5月1日 学生数[16]/定員
    - 英語科 100[注釈 5]/110
    - 家政科 220[注釈 5]/140
- 1966年
  - 1月21日 専攻科の設置が認められ、以下の課程を設ける[注 9]。
    - 生活専攻 入学定員10名
    - 食物栄養専攻 入学定員10名
    - 英語専攻 入学定員15名

  - 5月1日 学生数[19]/定員
    - 英語科 165[注釈 5]/120
    - 家政科 339[注釈 5]/180
- 1968年
  - 4月1日 この年度における出来事を以下、列挙する[注 10]。
    - 以下の学科を増設する。
      - 国文科 入学定員50名[注 11]

    - 以下、入学定員増あり[注 12]。
      - 家政科
        - 生活専攻 40→100

      - 英語科
        - 英語専攻 30→50
        - 商業英語専攻 30→50

  - 5月1日 学生数[24]/定員
    - 英語科 255[注釈 5]/160
    - 家政科 398[注釈 5]/240
    - 国文科 78[注釈 5]/50
- 1970年
  - 4月1日 専攻科に以下の課程を増設する[25]。
    - 国文専攻 入学定員15名

  - 5月1日 学生数[26]/定員
    - 英語科 261[注釈 5]/200
    - 家政科 319[注釈 5]/300
    - 国文科 126[注釈 5]/100
- 1971年
  - 4月1日 以下、学科の改称あり[注 13]。
    - 家政科→家政学科
    - 英語科→英文学科
    - 国文科→国文学科
- 1975年
  - 4月1日 以下、学科・専攻の増募あり[注釈 6]。
    - 国文学科 50→100[注釈 7]
    - 英文学科英語専攻 50→100[注釈 7]
    - 家政学科生活専攻 100→200[注釈 7]

  - 5月1日 学生数[33]/定員
    - 英文学科 550[注釈 5]/250
    - 家政学科 702[注釈 5]/400
    - 国文学科 315[注釈 5]/150
- 1976年
  - 5月1日 学生数[34]/定員
    - 英文学科 499[注釈 5]/300
    - 家政学科 656[注釈 5]/500
    - 国文学科 318[注釈 5]/200
- 1984年
  - 4月1日 英文学科英文専攻の入学定員を100→150に増員[注 14]。
  - 5月1日 学生数[39]/定員
    - 英文学科 482[注釈 5]/350
    - 家政学科 571[注釈 5]/500
    - 国文学科 328[注釈 5]/200
- 1985年
  - 4月1日 国文学科の入学定員を100→150に増員[注 15]。
  - 5月1日 学生数[44]/定員
    - 英文学科 501[注釈 5]/400
    - 家政学科 563[注釈 5]/500
    - 国文学科 284[注釈 5]/250
- 1986年
  - 4月1日 家政学科生活専攻の入学定員を200→250に増員[注 16]。
  - 5月1日 学生数[49]/定員
    - 英文学科 544[注釈 5]/400
    - 家政学科 711[注釈 5]/550
    - 国文学科 317[注釈 5]/300
- 1987年
  - 5月1日 学生数[50]/定員
    - 英文学科 475[注釈 5]/400
    - 家政学科 693[注釈 5]/600
    - 国文学科 360[注釈 5]/300
- 1990年
  - 4月1日 この年度の入学生より英文学科の各専攻において以下、名称及び入学定員に変更あり[注 17]。
    - 英文専攻→英米文学専攻 150→120
    - 商業英語専攻→英語専攻 50→80

  - 5月1日 学生数[55]/定員
    - 英文学科 525[注釈 5]/400
    - 家政学科 752[注釈 5]/600
    - 国文学科 375[注釈 5]/300
- 1991年
  - 4月1日 この年度における変更点は以下の通り[注 18]。
    - 入学定員増あり
      - 国文学科 150→220
      - 英文学科
        - 英米文学専攻 120→150
        - 英語専攻 80→150

    - 家政学科を生活学科に改称し、以下の課程を新設する。
      - 生活文化専攻 入学定員150名[注 19]

  - 5月1日 学生数[60]/定員
    - 英文学科 633[注釈 5]/500
    - 生活学科 455[注釈 5]/300
      - 家政学科 411[注釈 5]/300

    - 国文学科 451[注釈 5]/370
- 1992年
  - 4月1日 生活学科の以下における専攻について、入学定員増あり[注 20]。
    - 生活文化専攻 150→180
    - 生活専攻 100→130

  - 5月1日 学生数[注 21]/定員
    - 英文学科 663[注釈 5]/500
    - 生活学科 900[注釈 5]/600
    - 国文学科 526[注釈 5]/440
- 1993年
  - 5月1日 学生数[66]/定員
    - 英文学科 712[注釈 5]/500
    - 生活学科 931[注釈 5]/600
    - 国文学科 542[注釈 5]/440
- 1994年
  - 4月1日 以下の学科については、この年度で学生募集を最終とする[注 22]。
    - 英文学科英米文学専攻[注 23]

  - 5月1日 学生数[69]/定員
    - 英文学科 693[注釈 5]/500
    - 生活学科 920[注釈 5]/600
    - 国文学科 539[注釈 5]/440
- 1995年
  - 4月1日 以下、減員あり[注 24]。
    - 国文学科 220→170
    - 生活学科生活文化専攻 180→150

  - 5月1日 学生数[73]/定員
    - 英文学科 531[注釈 5]/500
    - 生活学科 831[注釈 5]/600
    - 国文学科 491[注釈 5]/390
- 1996年
  - 5月1日 学生数[74]/定員
    - 英文学科 367[注釈 5]/500
    - 生活学科 805[注釈 5]/600
    - 国文学科 426[注釈 5]/340
- 1999年
  - 4月1日 以下の学科については、この年度で学生募集を最終とする[注 25]。
  - 5月1日 学生数[77]/定員
    - 英文学科 242[注釈 5]/500
    - 生活学科 862[注釈 5]/600
    - 国文学科 279[注釈 5]/370
- 2000年
  - 4月1日
    - 以下の学科については、この年度で学生募集を最終とする[注 26]。
    - 生活学科生活文化専攻[注 27]
    - 生活学科の入学定員を130[83]→118に減員[75]。
- 2001年
  - 4月1日 以下改称あり[注 28]。
    - 東海学園女子短期大学→東海学園大学短期大学部
    - 生活学科→生活環境学科[注 29]
- 2003年
  - 4月1日 この年度で短期大学としての学生募集を最終とする[注釈 2]。
- 2005年
  - 12月1日 左記をもって正式に廃止となる[注釈 3]。

## 基礎データ

### 所在地
- 愛知県名古屋市天白区中平2-901[注釈 1]

### 象徴
- 右記資料を参照のこと[85]。

## 教育および研究

### 組織

#### 学科
- 国文学科 入学定員170名[注釈 8]
- 英文学科 入学定員150名[注釈 8]
  - 英米文学専攻 入学定員150名[注 30]
  - 英語専攻 入学定員150名→英文学科
- 生活学科→生活環境学科 
  - 生活文化専攻 入学定員150名[注 31]
  - 生活専攻 入学定員202名[注釈 9]
  - 食物栄養専攻 入学定員50名[注釈 9]

#### 専攻科
- 国文専攻 入学定員15名[注釈 10]
- 英文専攻 入学定員15名[注釈 10]
- 生活専攻 入学定員10名[注釈 11]
- 食物栄養専 入学定員10名[注釈 11]

#### 取得資格について
資格
- 栄養士：生活学科食物栄養専攻にて設置されていた[82]。

受験資格
- 建築士：生活学科生活専攻の環境デザイン専攻にて設置されていた[82]。

教職課程
- 養護教諭2種免許状：生活環境学科生活専攻の養護教諭コースにて設けられていた[82]。
- 概ね1998年度の入学生まで、中学校教諭2種免許状の課程が設けられていた[注 32]。
  - 家庭：生活環境学科の前身である生活学科生活専攻にて設けられていた。
  - 保健：生活学科生活専攻の養護教諭コースにて。
  - 国語：国文学科にて。
  - 英語：英文学科にて。

#### 附属機関
- 図書館
- 情報教育センター

### 研究
- 『東海文芸』[98]

## 学生生活

### 部活動・クラブ活動・サークル活動
- 東海学園大学短期大学部（旧・東海学園女子短期大学）で活動していたクラブ活動
  - 体育系：テニス・バスケットボール・バドミントン・バレーボールほか。
  - 文化系：演劇・華道・茶道・放送文化研究部ほか。

### 学園祭
- 東海学園大学短期大学部の学園祭は「東海祭」と呼ばれていた。

## 大学関係者と組織

### 大学関係者組織
- 東海学園大学短期大学部校友会がある[99]。

### 大学関係者
- 椎尾弁匡 - 初代学長

### 出身者
- あべ静江：女優
- 伊藤みどり：元フィギュアスケート選手、アルベールビル五輪銀メダリスト

## 施設

### キャンパス
- 1号館・2号館・3号館・4号館・5号館・学生会館ほか

### 寮
- 東海学園大学短期大学部（旧・東海学園女子短期大学）には、「和光寮」・「月影寮」と呼ばれる学生寮が学内にあった。

## 対外関係

### 他大学との協定

#### イギリス
- ウェールズ大学

#### カナダ
- ランプトンカレッジ

### 系列校
- 東海学園大学
- 東海中学校・高等学校
- 東海学園高等学校

## 社会との関わり
- 公開講座を執り行っていた。

## 卒業後の進路について

### 編入学・進学実績
- 系列の東海学園大学以外では以下の実績がある。
- 国文学科：大東文化大学・岐阜女子大学・愛知学院大学・愛知淑徳大学・帝塚山学院大学・中京大学ほか
- 英文学科：名古屋外国語大学・名古屋学院大学・関西大学ほか
- 生活学科：佐賀大学・東海学院大学・愛知大学・愛知みずほ大学・椙山女学園大学・中京大学・中京女子大学・日本福祉大学・藤田保健衛生大学・大阪芸術大学ほか

## 関連サイト
- 東海学園大学沿革